# Wełykyj Mołod´kiw
Wełykyj Mołod´kiw (ukr. Великий Молодьків) – wieś na Ukrainie, w obwodzie żytomierskim, w rejonie nowogrodzkim. W 2001 roku liczyła 832 mieszkańców.